# Свадба у Кани Галилејској
Свадба у Kани Галилејској је догађај из живота Исуса Христа описан у Новом завету. У Кани Галилејској Исус је учинио своје прво чудо.
Kана Галилејска налази се шест километара од Назарета према Галилејском језеру. Одредница „Галилејска”, се ставља зато што постоји и Kана у Сирији. Kана је данас малено село, а некада је била веће место.
На свадбу су били позвани и Исус, његови ученици и богородица Марија. Исус је својим доласком желео благословити брак, који је касније претворен у свету тајну. Породица младенаца је била сиромашна па им је понестало вина. То је прва примиетила девица Марија. Није хтела, да се осрамоте на свечан дан па је самоницијативно замолила Исуса, да им помогне речима: „Вина немају (Јов 2, 3)”. Исус до тада није учинио још ниједно чудо, али девица Марија знала је, да он то може, јер је Син Божји. Исус јој одговори: „Жено, што ја имам с тобом? Још није дошао мој час! (Јов 2,4)”. „Жено” је био частан назив уобичајен за то доба. Тако су називали и краљице.
Богородица Марија је била прва, која се обратила Исусу за овакву врсту помоћи, због тога се сматра помоћницом и посредницом људи у потребама и невољама. Била је сигурна, да ће Исус учинити оно за шта је молила па је пришла послужитељима и рекла им, да учине све што им Исус каже. Тамо је било шест камених посуда за прање руку од две до три мере (Јов 2, 6). Исус је рекао послужитељима, да напуне посуде водом до врха, што су и учинили. Тада им Исус рече: „Заграбите сада и носите пехарнику. (Јов 2,8)”. Пехарник није приметио што је рекла девица Марија и што је Исус учинио па се зачудио, одакле се појавило то вино. Сматрао је, да је младожења то вино тајно чувао па је рекао: „Сваки човек ставља на сто најприје добро вино, а кад се понапију, горе. Ти си чувао добро вино све до сада. (Јов 2,10)”.
То је било прво Исусово чудо. Њиме је показао да може господарити природом.  Исусови ученици поверовали су тада, да је он обећани Месија. Након свадбе, Исус и пратња отишли су у Капернаум на неколико дана. 
Овај одељак Јеванђеља по Јовану спада у тзв. наративне делове Јеванђеља. Његова аутентичност није оспоравана.  
Овај догађај у Кани Галилејској био је један од преломних момената у Исусовом животу. На свадби је Исус седео као „обичан човек међу обичним људима”. Исус је са својим ученицима дошао на свадбу не да би се гостио, већ да би учинио чудо и показао славу своју као Јединородни Син Очев. Тумачећи Христов долазак на свадбу свети Кирил Александријски подсећа на речи које је Бог упутио Еви после пада: „У мукама ћеш децу рађати” (Пост 3 16). И даље пита: „Како одагнати ову клетву?” Можда тако што ћемо осудити и избегавати свадбе? Не, јер Спаситељ нас је и од тога ослободио. Он је стару клетву укинуо, јер, ко је у Христу, нова је твар (2Кор 5 17).14 Са Исусом су дошли и његови ученици. Под изразом „ученици” (maqhtai) не мисли се на дванаесторицу апостола. Ученици који су били са Христом су Андреј, Петар и Јован. Присутан је био, вероватно, и Натанаило, јер је он био из Кане Галилејске (Јн 21 2). Присуство ученика на свадби је врло важно, јер су они следили Исуса и веровали у Његово чудесно послање. 
Час који Исус помиње говори о његовом будућем страдању и болу који ће Богородица због њега претрпети. 